# Мебеверин
Мебеверин — противоспазматическое лекарственное средство (органы ЖКТ, кишечная колика, желчная колика; синдром раздраженного кишечника). Симптоматическая терапия боли и спазмов, а также кишечных расстройств и дискомфорта.

## Описание
Мебеверин является аналогом папаверина, это спазмолитик второго поколения, синтезированный в то же время, что и верапамил
Впервые в качестве лекарственного средства мебеверин зарегистрирован в США в 1965 году

## Фармакологическое действие
Спазмолитик миотропного действия, оказывает прямое действие на гладкую мускулатуру желудочно-кишечного тракта (главным образом толстой кишки). Устраняет спазм без влияния на нормальную перистальтику кишечника. Не обладает антихолинергическим действием.

## Фармакокинетика
При приеме внутрь подвергается пресистемному гидролизу и не обнаруживается в плазме. Метаболизируется в печени до вератровой кислоты и мебеверинового спирта. Выводится главным образом почками в виде метаболитов, в небольших количествах — печенью в составе желчи. Капсулы мебеверина имеют свойство продолжительного высвобождения. Даже после многократного приема не наблюдается значительной кумуляции.

## Показания к применению

### У взрослых
Спазм органов желудочно-кишечного тракта (в том числе обусловленный органическим заболеванием), кишечная колика, желчная колика, синдром раздраженной толстой кишки.

### Применение во время беременности и в период лактации
В экспериментах на животных тератогенный эффект не обнаружен. Однако при назначении препарата в период беременности необходимо соотносить пользу для матери и потенциальный риск для плода. При назначении в терапевтических дозах мебеверин не проникает в грудное молоко, поэтому применять данный препарат во время лактации можно.

## Противопоказания
Гиперчувствительность к любому компоненту препарата.
Детский и подростковый возраст до 18 лет.

## Способ применения и дозы
Проглатывать целиком, запивая водой.
Внутрь по 1 капсуле (200 мг) 2 раза в сутки за 20 минут до еды (утром и вечером).

## Побочные действия
В редких случаях отмечается головокружение. Крайне редко могут наблюдаться следующие реакции повышенной чувствительности: крапивница, отек Квинке, отек лица, экзантема.

## Передозировка
Теоретически в некоторых случаях передозировки возможно повышение возбудимости центральной нервной системы. Специфический антидот неизвестен. Рекомендуется промывание.

### Особые указания
В период лечения следует соблюдать осторожность при вождении автотранспорта и во время занятий потенциально опасными видами деятельности, требующими повышенной концентрации внимания и быстроты психомоторных реакций.

## Условия отпуска из аптек
Отпускается по рецепту врача.